# Монастырь и костёл Святого Лазаря (Львов)
Монасты́рь и костёл Свято́го Ла́заря — памятник архитектуры во Львове (Украина). Комплекс расположен на ул. Коперника, 27.

## История

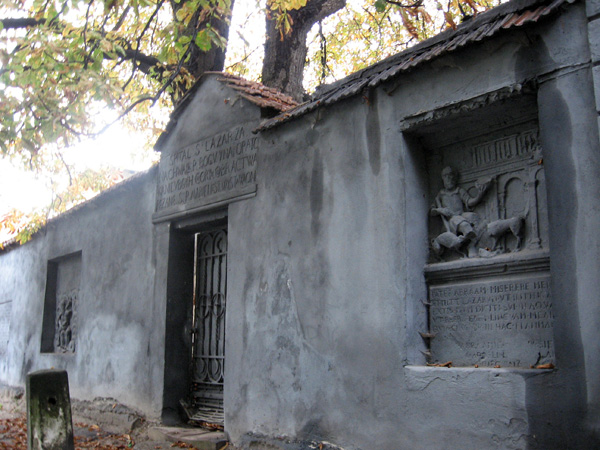
Калитка и стена монастыря

Монастырь Святого Лазаря был построен как оборонный комплекс за городской чертой и приют для больных, неподалёку от сооружённого раньше костёла Святой Марии Магдалены. Основателем и строителем костёла был архитектор Амбросий Прихильный. В 1621 году была построена больница, где сразу же остались больные польские воины, вернувшиеся из турецкого похода; здесь их умерло до двух тысяч человек. В 1634—1640 годах был возведён костёл, и в этом участвовали вместе с А. Благосклонным (Прихильным) также Я.Бони и М.Годный. В 1648 году монастырские укрепления, как и близлежащий монастырь Святой Магладены, захватили войска Богдана Хмельницкого.
Каменное здание костёла небольшое, однонефное, с малой прямоугольной апсидой. К северной и южной сторонам апсиды приставлены невысокие трёхъярусные квадратные башни, завершённые шатровым покрытием. Стены костёла фактически лишены декора, единственными архитектурными украшениями являются каменный карниз и модульонный фриз, который венчает башни и стены его основного объёма.
В здании некоторое время у своего родственника, управляющего госпиталем, жил Маркиан Шашкевич, украинский поэт и фольклорист.
С 1989 года в комплексе занимается львовский детский хор «Дударик». В 2000-х годах в храме начали проводиться также экуменические богослужения.